# Болин, Синикка
Синикка Болин (швед. Sinikka Bohlin; род. 1947) — шведский политик, член Социал-демократической рабочей партия Швеции, депутат риксдага с 1988 по 2010 год.
В 2009 году — председатель Северного совета.

## Биография
Синикка родилась в Финляндии в 1947 году. Её мать имела карельские и белорусские корни, а отец — финские. В 1968 году Синикка переехала в Швецию. Работала учительницей.
С 1988 по 2010 год была депутатом риксдага от лена Евлеборг, избираясь в риксдаг 6 раз подряд.
С 1994 по 2010 год была членом шведской делегации в Северном совете, в том числе с 2006 по 2010 год — председателем делегации.
После ухода из Риксдага, занимает должность председателя театра Folkteatern i Gävleborg (народный театр Евлеборга).